# Marskramer

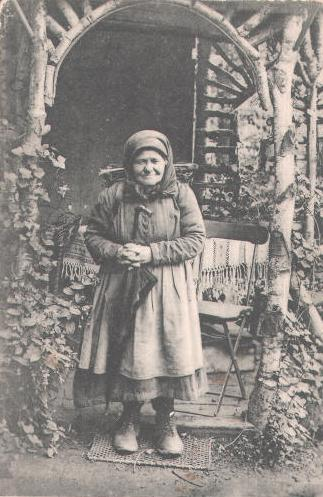
Duitse marskramervrouw, ca. 1900

Een marskramer (van het Middelnederlandse merse (koopwaar) en het Middelnederlandse kraemer (koopman)), ook kenker of kinker, is een verkoper van kleine artikelen, die hij in een rugkorf of mars vervoert en waarmee hij platteland en steden afreist om zijn waar op markten en kermissen en van huis tot huis te verkopen. Een marskramer die gebruikmaakt van een lastdier wordt kinkenvoerder genoemd.

## Geschiedenis
In Engeland wordt in 1225 voor het eerst melding gemaakt van rondreizende kooplieden, die peddlers (mogelijk van het Franse pied (voet)) genoemd werden. In de Nederlanden worden de eerste marskramers aanvankelijk meersman (warenman) of kraemer (koopman) genoemd. Plaatselijk werden ze ook aangeduid als kinkers of kenkers, een term die mogelijk is afgeleid van het Franse quincaillerie (ijzerwaren). Wegen die veel gebruikt werden door kinkers werden kinkenwegen of kenkerswegen genoemd. In de middeleeuwen waren marskramers vaak mensen die buiten de samenleving stonden, bijvoorbeeld omdat ze arm waren of tot een etnische minderheid behoorden. De burgerij bekeek hen om die reden met een zekere argwaan. Dit kwam voort uit het vooroordeel dat varende luyden, waartoe naast marskramers ook landlopers en bedelaars gerekend werden, schadelijk waren voor de maatschappij. Het kwam echter ook voort uit het feit dat sommige marskramers moedwillig hun klanten benadeelden.
In het 14e-eeuwse traktaat de Spiegel der Sonden wordt gedetailleerd beschreven hoe marsmans of coeplude (marskramers of kooplui) hun klanten bedriegen door onder meer te liegen over de kwaliteit van hun waar, met valse maten te meten en gebruik te maken van voorbeelden om vervolgens eenzelfde soort product, maar dan van mindere kwaliteit te verkopen. Tegen het einde van de middeleeuwen waren de vermeende praktijken van de marskramer zo bekend, dat zij aanleiding gaven tot het spreekwoord elck meersman die sal voor sijnen corf staen (iedereen is uit op eigen voordeel).

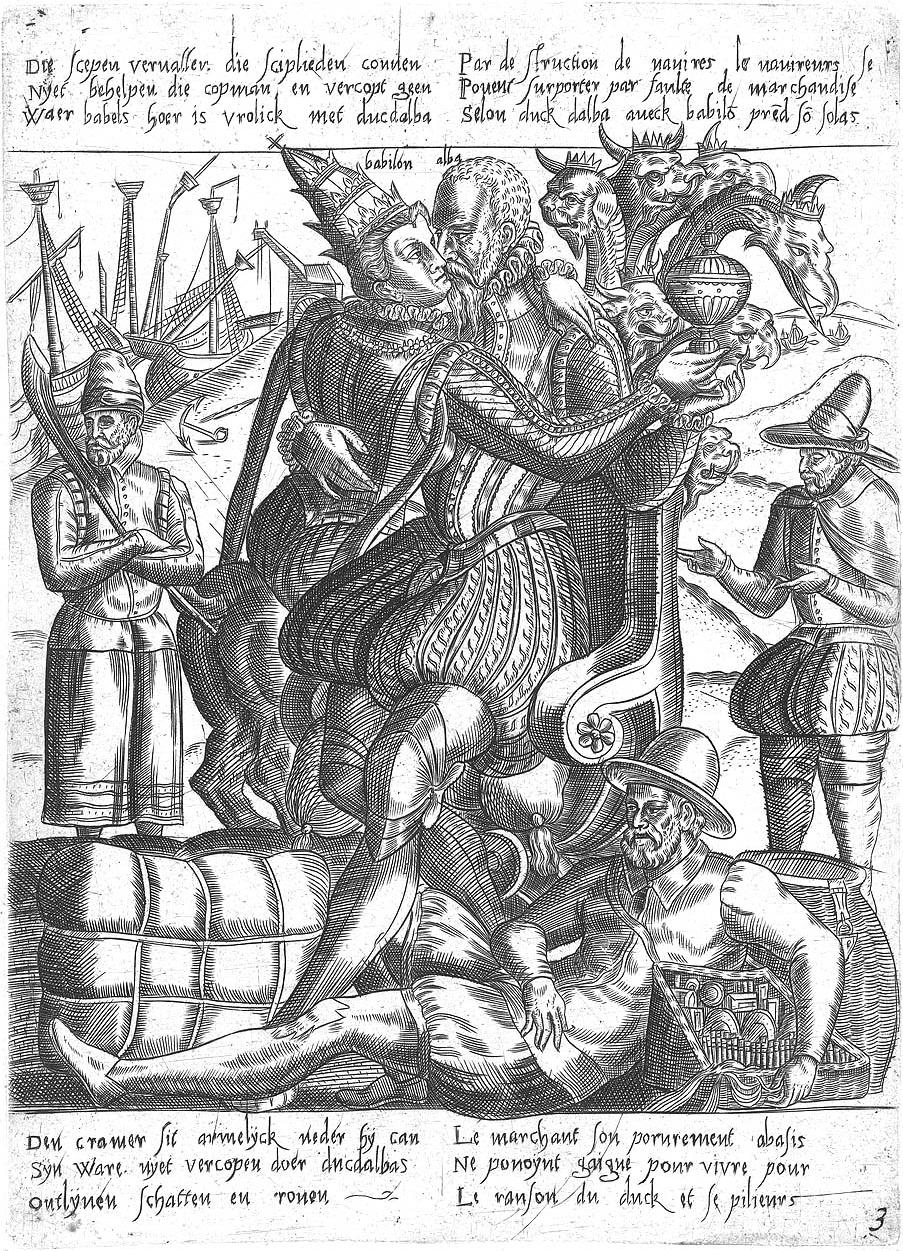
Anoniem. Terwijl Alva vrijt met de hoer van Babylon raakt de economie van het land in verval. Ca. 1572. Gravure.

In 1531 vaardigde de landsheer van de Nederlanden, Karel V, een plakkaat uit tegen het bedrog en afzetterij van kleine, rondtrekkende kooplieden, zoals marskramers, schoenlappers, ketellappers, kuipers en kwakzalvers. In 1572 werd in Engeland het beroep van marskramer vrijwel onmogelijk gemaakt door hen verplicht te stellen een vergunning van twee onafhankelijke rechters bij zich te hebben. Deze verordening gold overigens ook voor goochelaars, venters en ketellappers.
Eind 16e eeuw veranderde de negatieve houding ten opzichte van marskramers enigszins. De belangrijkste oorzaak hiervan was een economische crisis, die nog eens versterkt werd door de Tachtigjarige Oorlog. In een propagandaprent uit omstreeks 1572, gericht tegen Hertog van Alva als veroorzaker van de ellende, wordt de marskramer voorgesteld als slachtoffer van Alva's politiek. Het bijschrift van deze prent luidt:

Die scepen veruallen, die sciplieden connen
Nyet behelpen, die copman en vercopt geen
Waer babels hoer is vrolick met ducdalba
Den cramer sit armelÿck neder hÿ can
sÿn ware nyet vercopen doer ducdalbas
onclÿnen schatten en rouen(De schepen vergaan, de scheepslieden kunnen er niets aan doen, de koopman verkoopt geen goederen, de hoer van Babylon amuseert zich met de hertog van Alva. De arme marskramer zit aan de grond, ten gevolge van Alva's ongebreideld brandschatten en roven)

De houding ten opzichte van marskramers is echter pas veel later echt positief te noemen. Een voorbeeld hiervan is het spreekwoord ‘veel in zijn mars hebben’ (veel kunnen of weten). Omstreeks het midden van de vorige eeuw hield het beroep van marskramer in Nederland op te bestaan. Huis-aan-huisverkopers worden tegenwoordig colporteurs genoemd.

## Marskramers in de kunst
Marskramers komen verschillende keren voor in de kunst. Een bekend voorbeeld hiervan is het schilderij De marskramer van de Zuid-Nederlandse schilder Jheronimus Bosch, maar de marskramer figureert ook in toneelstukken en komt voor op stichtelijke prenten. Vanwege zijn vermeende hebberigheid is de marskramer vaak mikpunt van spot en wordt hij opgevoerd als voorbeeld van hoe het niet moet. In de 16e eeuw komt hij echter ook voor als berouwvol zondaar, die het slachtoffer is van zijn eigen situatie.

### Marskramer door apen beroofd

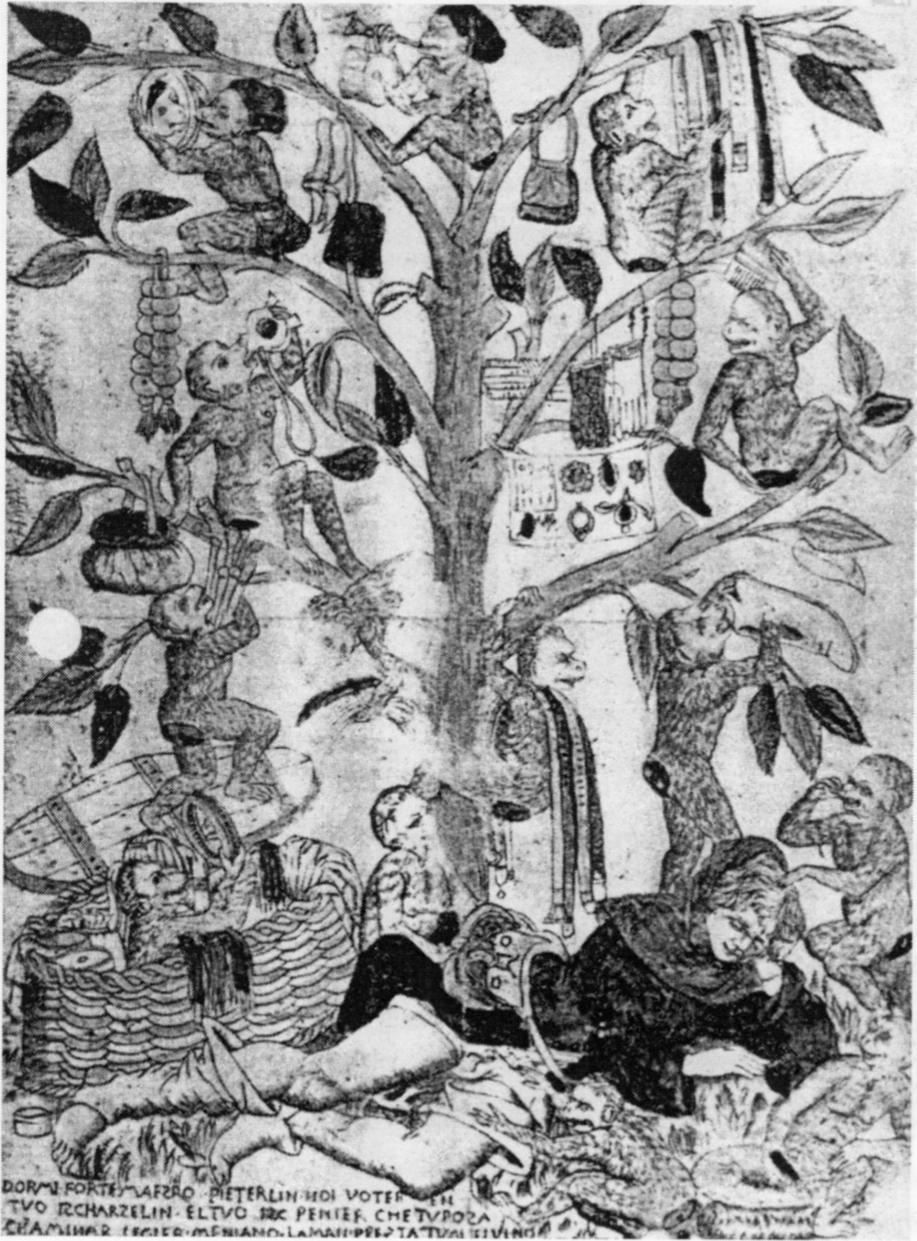
Anoniem (Italië). Marskramer door apen beroofd. Ca. 1470-1490. Gravure.

Een van de eerste voorbeelden zijn de randtekeningen in de Smithfield Decretals, een Engels verlucht handschrift uit de 14e eeuw met wetten en besluiten van Paus Gregorius IX. Hierin is verdeeld over vijf folia te zien hoe een slapende marskramer beroofd wordt door een bende apen, die vervolgens met zijn spullen gaan spelen. Dit motief was wijd verspreid in het middeleeuwse Europa. Zo werd in 1468 ter gelegenheid van het huwelijk van Karel de Stoute en Margaretha van York een tafelspel van een door apen beroofde marskramer opgevoerd. De allegorische betekenis ervan wordt uitgelegd in het volgende bijschrift van een Italiaanse prent uit het laatste kwart van de 15e eeuw:

Dormi forte maestro Piterlin noi vuoter en tuo ischarzelin el tuo penier che
to posa chaminar legier meniano laman presta tua al vino nellatesta(Slaap vast, meester Pietertje, wij zullen uw beurs en uw korf leegmaken, zodat
je licht kunt reizen. Moge je snelle hand en de wijn in je hoofd je leiden)

Later werd dit motief uitgebreid. Bijvoorbeeld door de Zuid-Nederlandse schilder Herri met de Bles, die aan het geheel een knecht toevoegt, die zijn taak een oogje in het zeil te houden kennelijk verzaakt heeft en wanhopend aan komt lopen. De prentkunstenaar Pieter van der Heyden beeldde een door apen beroofde marskramer af die onder meer brillen en trompen (een soort mondharpjes) verkoopt. ‘Brillen en trompen verkopen’ was in de 16e eeuw een spreekwoord voor bedriegen.

### Zondige marskramer

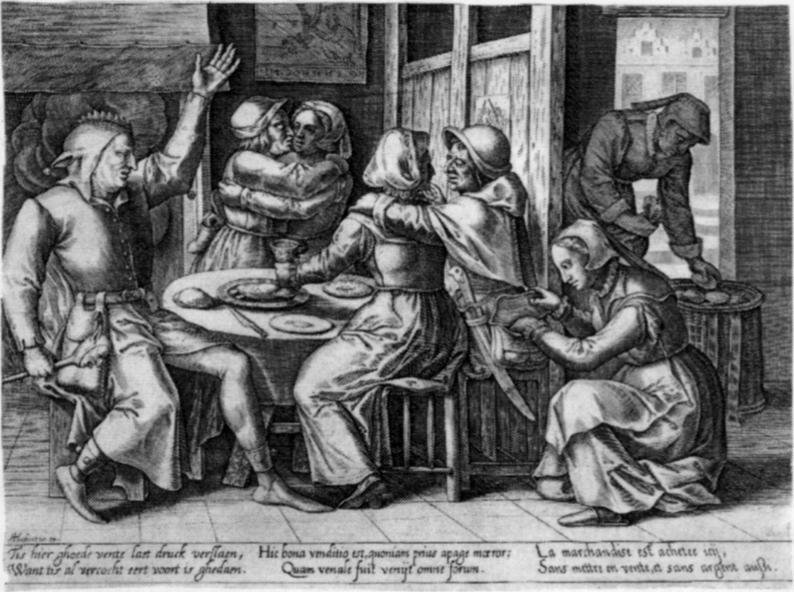
A. Hubertus (naar Cornelis Massijs). Bordeel. 16e eeuw. Gravure. Leiden, Prentenkabinet van de Rijksuniversiteit Leiden

In het verlengde van het traktaat de Spiegel der Sonden en het spreekwoord ‘elck meersman die sal voor sijnen corf staen’ werd de marskramer in de late middeleeuwen afgebeeld als een persoon, die alleen maar op eigen voordeel uit is. Een voorbeeld hiervan in de Elck-prent van Van der Heyden naar een ontwerp van Bruegel. In samenhang hiermee werd de marskramer ook voorgesteld als een verkwister, die zijn snel verdiende geld aan de verkeerde dingen uitgaf. In een 16e-eeuwse prent wordt hij voorgesteld als bedevaartganger naar de nepheilige Sint Reijnuut (Sint-Alles-op) en in het eveneens 16e-eeuwse toneelstuk het ‘Esbatement vanden Appelboom’ treedt hij op als ‘Donversaedige’ (De Onverzadigbare).
Ook werd de marskramer in verband gebracht met allerlei vormen van onkuisheid, zoals in een lied uit het Gruuthuse-handschrift, waarin de marskramer Annin Tutebier (Annin Bierkan) een knappe, jonge vrouw ontmoet die op zoek is naar een passende speld voor haar ‘cokerkijn’ (kokertje). Nadat bleek dat Annins speld paste, betaalde de jonge vrouw hem. In het gedicht Eyn Refereyn vanden ghelasman van Gent schept een oude glazerverkoper op over zijn potentie en in een gravure van een zekere A. Hubertus wordt een marskramer in een bordeel beroofd nog voordat hij zijn geld heeft kunnen uitgeven.

### Ketterse marskramer

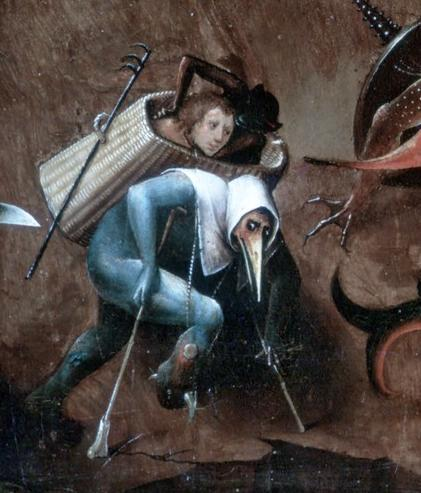
Jheronimus Bosch. Het Laatste Oordeel, detail. Wenen, Academie van Beeldende Kunsten Wenen.

In de middeleeuwen werd de marskramer ook een enkele keer voorgesteld als duivel. Een voorbeeld hiervan is het Laatste Oordeel-drieluik van Jheronimus Bosch, dat zich tegenwoordig in Wenen bevindt. Hierop is te zien hoe een kreupele duivel in zijn mars een verdoemde ziel in de richting van de hel vervoert. Hierbij kan het echter zo zijn dat niet de duivel, maar de verdoemde ziel als marskramer bedoeld is, die voor zijn zonden een passende straf ondergaat in de hel. De gedachte dat zondaars een op maat gesneden straf in de hel te wachten stond, was in Bosch’ tijd wijdverbreid.
Maar ook in de vroegmoderne tijd werden marskramers – zowel door katholieken als door protestanten – in verband gebracht met ketterij. Omdat ze allerlei protestantse propaganda aan de man brachten, speelden zij geen onbelangrijke rol in de verspreiding van de reformatie. Tegelijkertijd stonden veel protestanten vijandig tegenover marskramers omdat veel van hen door bleven gaan met het verkopen van allerlei typisch katholieke snuisterijen, zoals rozenkransen. In het sterk protestants getinte toneelstuk ‘Een spel van sinnen genaempt den Troost der Sondaren’ uit de tweede helft van de 16e eeuw wordt een tot inkeer gekomen tollenaar tegengewerkt door twee marskramers, Uijt om Winninghe (Belust op voordeel) en Begeerte van Hoocheijt (Ambitieus Verlangen). De tollenaar staat in dit toneelstuk symbool voor het nieuwe geloof, dat dichter bij God wil komen, maar tegengewerkt wordt door conservatieve krachten, die alleen maar oog hebben voor wereldse zaken.

### Positieve marskramer
In de late middeleeuwen wordt de marskramer op sommige plaatsen echter ook opgevoerd in positieve zin. De schrijver Dirc van Delf, bijvoorbeeld, sluit een lovende passage over het priesterschap in zijn Tafel van den Kersten Ghelove af met de woorden:

Sie [priesters] hieten cramers, want onse sielen an hore halsen hanghen(Zij worden marskramers genoemd, want onze zielen hangen aan hun hals)
— Dirc van Delf (1404)

In de in 1480 in Gouda uitgegeven Passionael – een Middelnederlandse versie van de Legenda Aurea – wordt de marskramer zelfs vergeleken met Christus zelf. Een passage hieruit luidt namelijk:

Efter soo quam tot ons dye hemelsche merceman om te ontfaen laster ende te gheven eer, ontfaen den doot ende te gheven dat leven(Daarna kwam de hemelse marskramer [Christus] tot ons om laster te ontvangen en eer te geven, om de dood te ontvangen en het leven te geven)

Waarschijnlijk komt deze vergelijking voort uit de overeenkomst met het kruis, dat in dit geval als symbool van de zonden van de wereld opgevat kan worden, en de mars van de marskramer. Ook in het schilderij Landschap met de kruisdraging van Christus van Herri met de Bles komt een marskramer voor, die dichter bij Christus staat dan op het eerste gezicht lijkt.

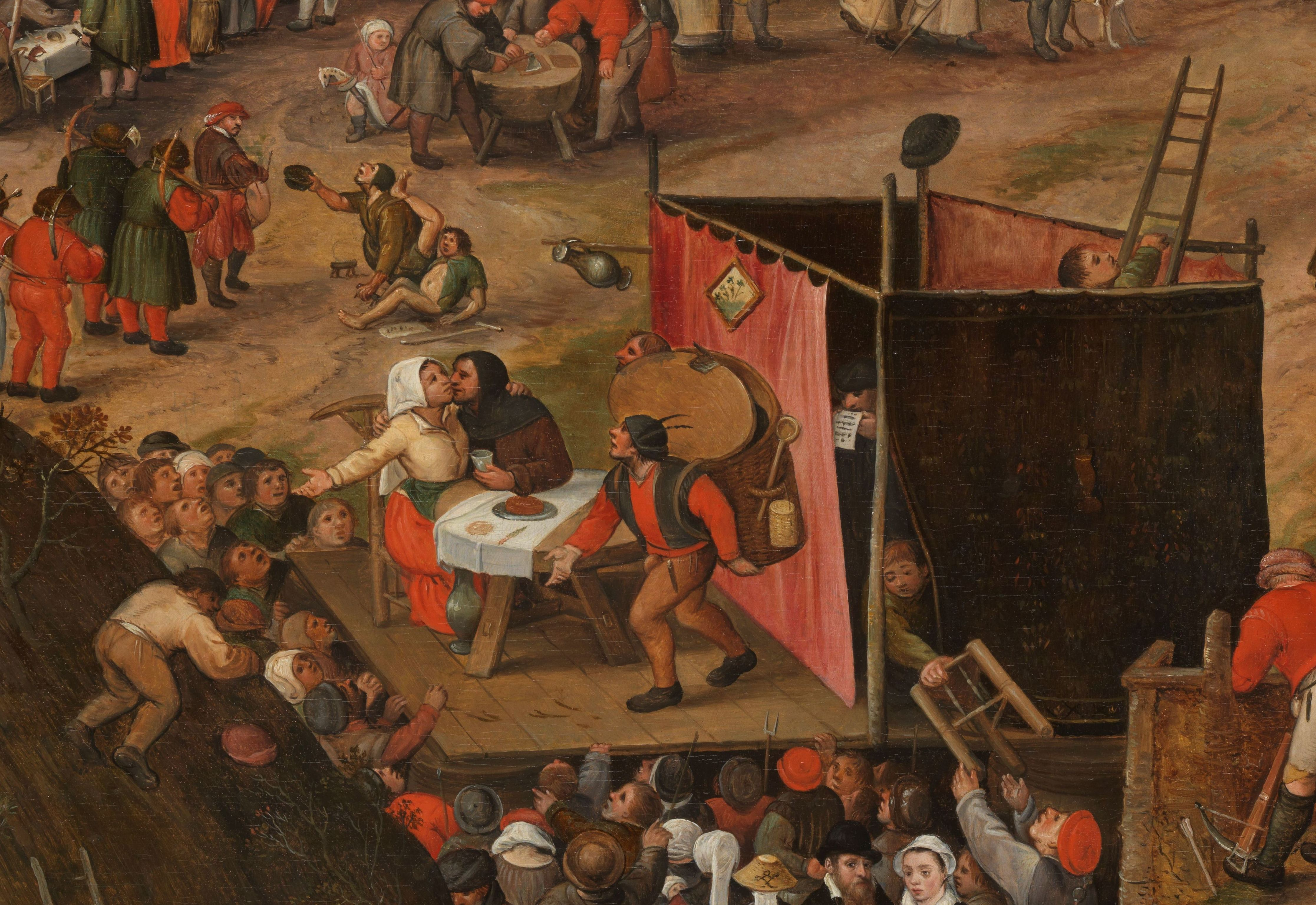
Pieter Balten. Een opvoering van Een cluyte van Plaeyerwater op een Vlaamse kermis, detail. Ca. 1570. Amsterdam, Theater Instituut Nederland.

In de Klucht van Playerwater, die omstreeks 1400 geschreven werd, is het niet de marskramer die zich slecht gedraagt, maar de echtgenote van de hoofdpersoon, Werrenbracht. De hoofdpersoon vermoedt dat zijn vrouw hem ontrouw is en weet haar uiteindelijk te ontmaskeren door zich te verbergen in de mars van een marskramer. In het Spel van Tilleghem uit 1509 treedt de marskramer op als Eerbaer Costume (Eerbare Handelwijze) en in het Spel van Ghemeene Neerrynghe (Spel van algemene bedrijvigheid) wordt erop gewezen dat het gesjoemel van de marskramer niet veroorzaakt wordt door zijn karakter, maar uit de noodzaak om te kunnen overleven. In het protestantse Tafelspel van die menichfuldichheit des bedrochs uit omstreeks 1539-1540 verkoopt de marskramer Oerspronck der Sonden (Oorsprong der zonden) verschillende kruiden en allerlei typisch katholieke snuisterijen, waaronder ook aflaatbrieven. Hoewel deze producten in negatieve zin bedoeld zijn, wijst de marskramer erop hoe geliefd ze wel niet zijn bij het publiek, en treedt hij op die manier dus op als een soort waarschuwer. Ook in het toneelstuk Van de bonte kapkens wijst een marskramer op de zwakheden van de mens.
In deze toneelstukken heeft het stereotiepe beeld van de inhalige marskramer plaatsgemaakt voor dat van een tragische eenling, die het slachtoffer is van zijn eigen situatie. Een belangrijke oorzaak voor deze verschuiving was de economische crisis waarvan omstreeks het midden van de 16e eeuw in de Nederlanden sprake was. Dit wordt geïllustreerd door het allegorische rederijkersstuk Spel van Groot Labuer ende Sober Wasdom uit 1530. Hierin wordt de marskramer voorgesteld als inhalige zondaar, die verliefd wordt op Couver Handelinghe (Welvarende handel). Vanwege de economische crisis is zij echter plotseling onbereikbaar. Wanhopig richt de marskramer zich tot de zuinige ouders van Welvarende handel, die hem ieder contact met haar ontzeggen, maar hem wel de letter P – voor peynsen (overdenken) – en de letter L – voor liefde voor God – meegeven. Omdat de marskramer zich realiseert dat, wanneer hij ook maar in de buurt van Welvarende handel wil komen, hij het met deze begrippen zal moeten doen, legt hij zich hier uiteindelijk bij neer.

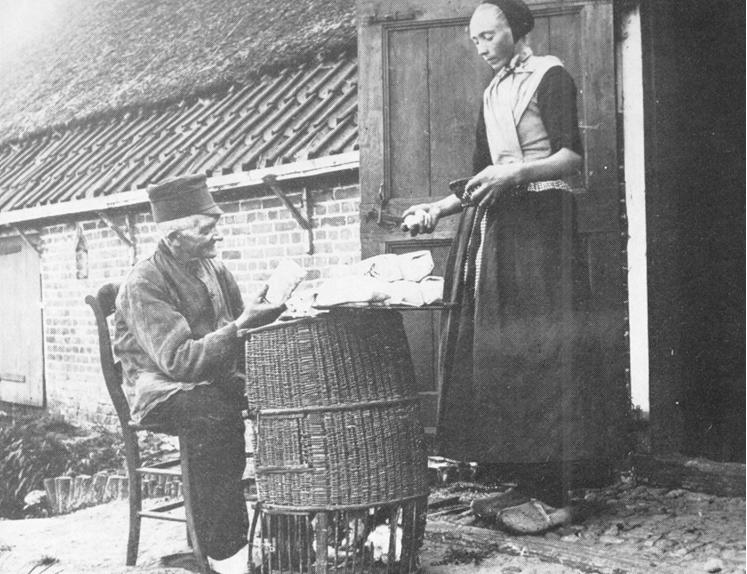
Een kiepkerel verkoopt zijn waar aan een Nederlandse vrouw.

## Synoniemen
Andere benamingen voor het beroep marskramer zijn:
- Klontong (Indonesië)
- Teut (Kempen)
- Kiepkerel (Noord-Duitsland)
- Kisjes Kearl (Achterhoek)
- Marsedrager, marskreamer, bakjeman, kuorkeman (Friesland)[13]
- Teut